# Tore Elias Hoel

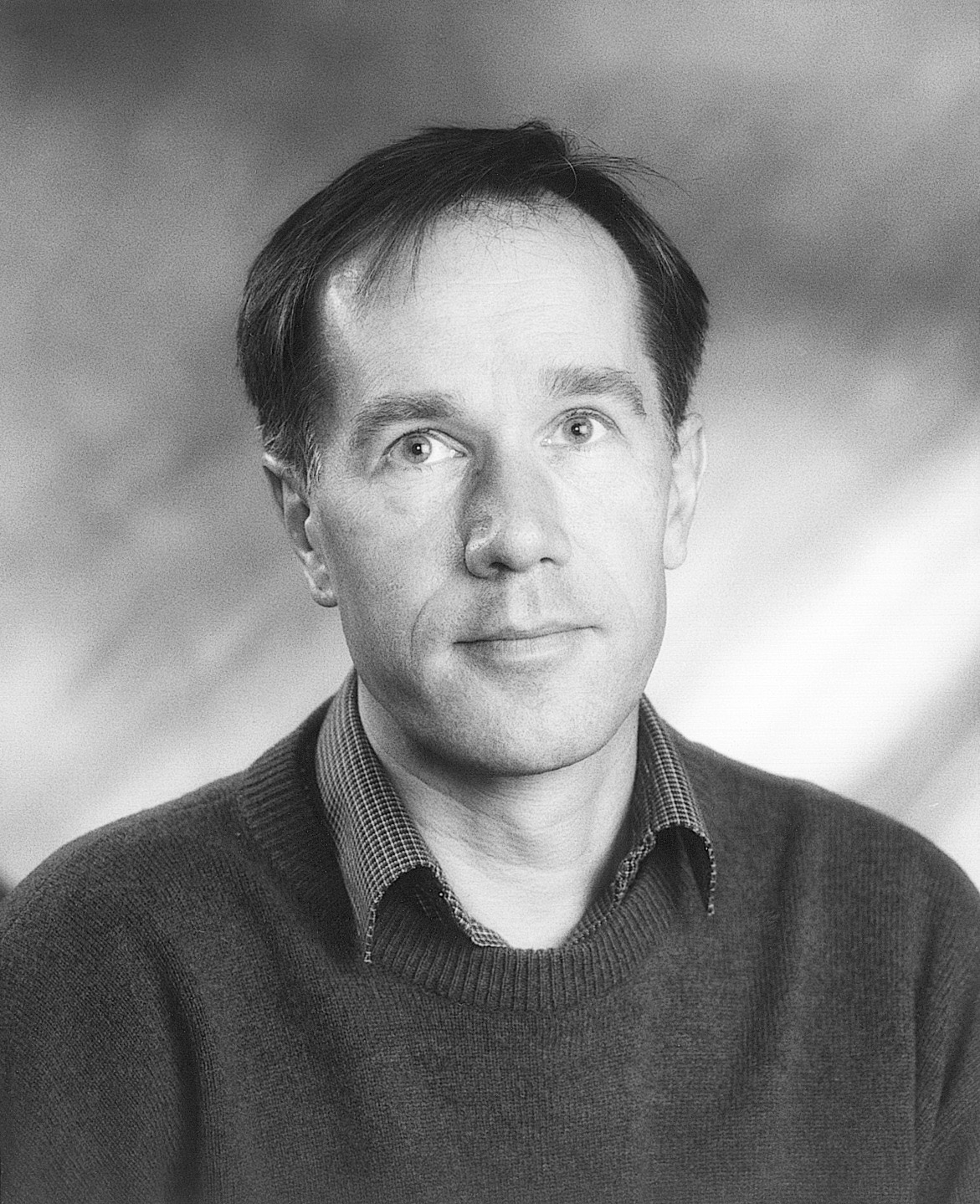
Tore Elias Hoel

Tore Elias Hoel (* 14. Dezember 1953 in Harstad, Norwegen) ist ein norwegischer Schriftsteller, der Gedichtbände, Kinder- und Jugendbücher sowie ein Libretto für eine Kinderoper verfasst hat, sämtlich in Nynorsk.

## Werke

### Gedichtbände
- Å fange en hval, Oslo: Gyldendal, 1979, ISBN 82-05-12024-2
- Presidentens ro, Oslo: Gyldendal, 1981, ISBN 82-05-13221-6

### Kinder- und Jugendbücher
- Verdsmeisteren, Oslo: Norske Samlaget, 1988, ISBN 82-521-3088-7 (Bokmål: Verdensmesteren ISBN 82-521-3089-5)
- Eg heiter Pawel, Oslo: Norske Samlaget, 1991, ISBN 82-521-3666-4 (Bokmål: Jeg heter Pawel, ISBN 82-521-3667-2)
- Fire dagar i Nairobi, Oslo: Norske Samlaget, 1999, ISBN 82-521-5254-6
- Glaskula, Oslo: Norske Samlaget, 2003, ISBN 82-521-5807-2
- Vinterfilm, Oslo: Norske Samlaget, 2005, ISBN 82-521-6589-3
- To gutar til Paris

### Libretto
- Jomfru Rosenving på Santavajasø (2005)

| Personendaten    | Personendaten               |
| ---------------- | --------------------------- |
| NAME             | Hoel, Tore Elias            |
| KURZBESCHREIBUNG | norwegischer Schriftsteller |
| GEBURTSDATUM     | 14. Dezember 1953           |
| GEBURTSORT       | Harstad, Norwegen           |